# Saxum
En astrogeologia, saxum (plural saxa, abr. SA) és una paraula llatina que significa «roca» que la Unió Astronòmica Internacional (UAI) utilitza per indicar còdols i roques que es troben a la superfície d'altres cossos celestes. La Unió Astronòmica Internacional va acordar afegir aquesta descripció a la seva llista i va decidir utilitzar-la per a roques d’importància científica (per exemple, una roca que s’utilitza per definir el meridià primer d’un cos) i que mesuri com a mínim l’1% del diàmetre del cos considerat .
Les primeres estructures d’aquest tipus es van identificar a (162173) Ryugu, l'asteroide visitat per la sonda Hayabusa 2. Posteriorment també es van identificar a (101955) Bennu durant la missió OSIRIS-REx.